# Hello Kitty

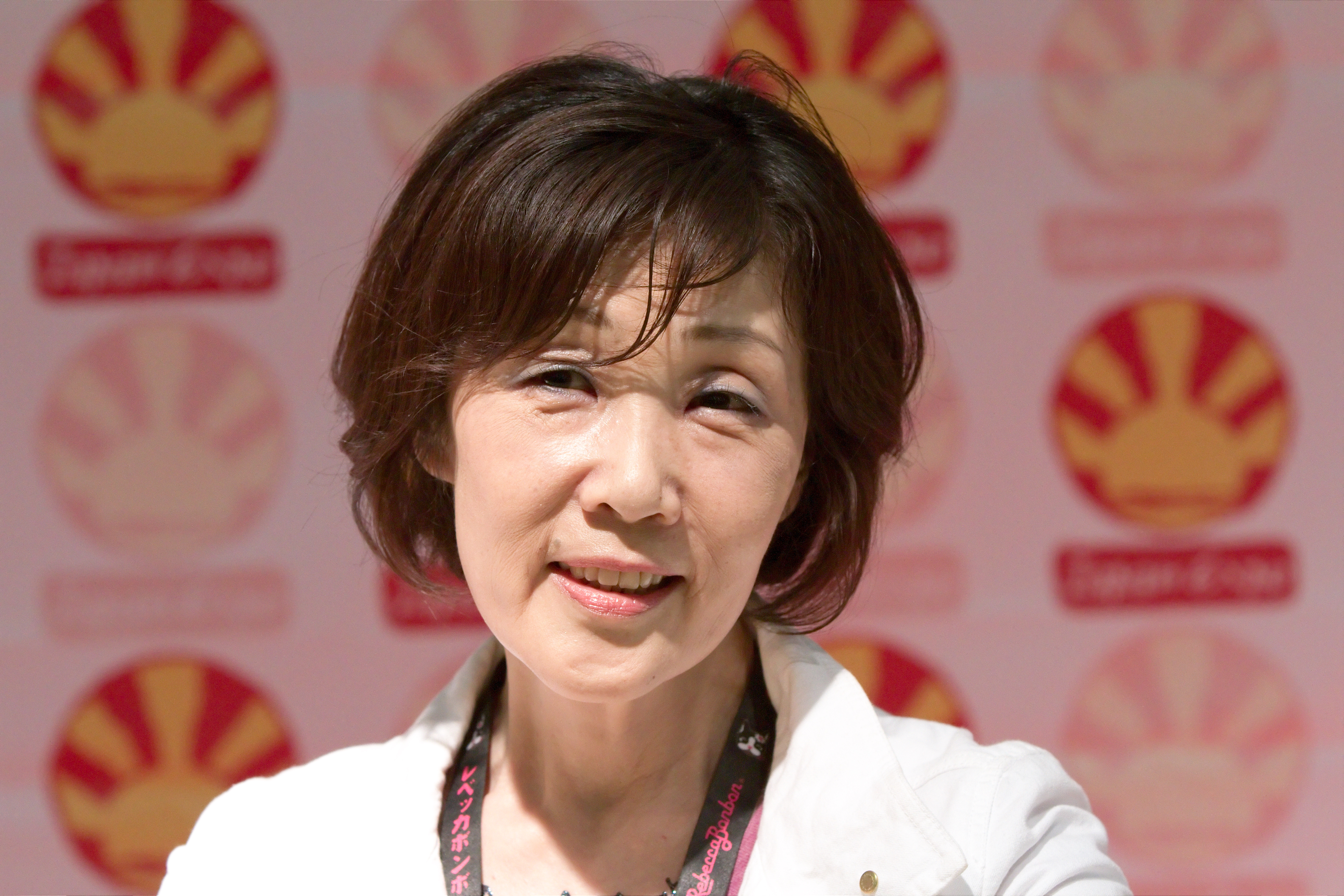
Simizu Júko, Hello Kitty alkotója, 2010-ben

Hello Kitty (ハローキティ; Haró Kiti; Hepburn: Harō Kiti) a japán Sanrio vállalat legismertebb mesefigurája. Az ábra jellegzetessége, hogy a bal fülében mindig masnit vagy más hasonló díszt visel; általában hiányzik a szája. Hello Kitty ábráját 1974-ben alkotta meg a japán Simizu Júko. Az ábra 1976 óta számos országban bejegyzett védjegy.

## A név eredete
Teljes neve Kitty White. Kitty azért kapott angol nevet, mert megalkotása idején a brit kultúra népszerű volt a japán lányok körében. Keresztnevét állítólag Alice egyik macskájáról kapta, Lewis Carroll Alice Tükörországban című mesekönyvéből – valójában a „kitty” = cica (angolul).
Hello Kitty világa tele van barátokkal és családtagokkal. 2004 óta még saját macskája is van, Charmmy Kitty, és egy hörcsöge, Sugar. Charmmy Kittyt a történet szerint édesapjától, George White-tól kapta születésnapjára, Sugart pedig a barátjától, Dear Danieltől. Charmmy külsőre nagyon hasonlít Hello Kittyre, de több macskás tulajdonsága van.

## Népszerűsítése
Az Egyesült Államokban már a kezdetektől árultak Hello Kitty-termékeket, és 1983 óta ő az amerikai gyerekek nagykövete az UNICEF-ben. Igazán népszerű mégis az 1990-es évek végétől lett, amikor számos híresség kezdett Hello Kittys holmikkal megjelenni a nyilvánosság előtt. Mariah Carey, Cameron Diaz, Ricky Martin és Paris Hilton is népszerűsítette már, egy énekesnő, Lisa Loeb pedig egy egész albumot szentelt Kittynek, Hello Lisa címmel.
Hello Hello címmel a márka évfordulós emlékdalát Yoshiki, az X Japan együttes vezetője írta, aki egyben az első híresség is, aki saját Hello Kitty-figurát és termékcsaládot kapott Yoshikitty néven.

## Termékek
Hello Kitty először egy műanyag pénztárcán jelent meg 1975-ben, és hamarosan rengeteg különböző terméket gyártottak képmásával. Bár eredetileg a fiatal lányokat célozták meg, ma már szinte minden elképzelhető holmit díszített, írószerektől a ruhákig, számítógépektől az autókig. Japánban már nem úgy tekintenek rá, mint aki csak kisgyerekeknek szól, egyaránt népszerű a tizenévesek és a felnőttek körében is. A piac terjeszkedését jelzi, hogy a Hello Kittyvel díszített felnőtt alsóneműk épp annyira keresettek, mint az esküvői ruhák. Ma már több mint 22 000 féle terméket árulnak, és ez a Sanrio éves jövedelmének felét adja.[forrás?]